# Вінтоняк Микола Васильович
Микола Васильович Вінтоня́к (15 листопада 1895, Косів — 8 червня 1980, Косів) — український майстер художнього оброблення шкіри.

## Біографія
Народився 15 листопада 1895 року в місті Косові (нині Івано-Франківська область, Україна). У 1962—1965 роках працював на Косівській фабриці художніх виробів; у 1965—1967 роках викладав у Косівському училищі прикладного мистецтва. Помер у Косові 8 червня 1980 року.

## Творчість
Винотовляв різноманітні речі галантерейного характеру, компоненти чоловічого і жіночого одягу — пояси, сумочки, постоли, гаманці, табівки, обкладинки для книг і альбомів, які прикрашав традиційними гуцульськими орнаментами. Використовував гаряче і холодне тиснення, інкрустацію металом. Відновив давні способи шкіряного виробництва. 
Брав участь у міжнародних художніх виставках. Роботи майстра зберігаються у Національномуй музеї українського народного декоративного мистецтва у Києві,  Національному музеї народного мистецтва Гуцульщини та Покуття імені Йосафата Кобринського у Коломиї (8 робіт), Івано-Франківському краєзнавчому музеї.